# Carlson Companies
Carlson – przedsiębiorstwo z siedzibą w Minneapolis, w stanie Minnesota, w Stanach Zjednoczonych.
Obecnie zatrudniają 160 000 pracowników w 150 krajach świata. W 2007 wartość sprzedaży oferowanych usług wynosiła 39,8 mld dolarów. Carlson jest jedną z największych firm prywatnych w USA.

## Historia
Firma Carlson została założona w 1938 jako Gold Bond Stamp przez Curta Carlsona, który na założenie przedsiębiorstwa pożyczył 55 dolarów. Podczas wielkiego kryzysu, firma handlowała specjalnymi talonami żywnościowymi przez co umocniła swój wizerunek firmy. Działalność tę prowadziła do 1960 r. W tym samym roku zmieniła nazwę na Carlson Companies. W 1962 dokonała zakupu pierwszego hotelu – Radisson Hotel w Minneapolis. W kolejnych latach stała się właścicielem sieci restauracji T.G.I. Friday’s (w 1975), Country Kitchen International (1977) i Comfort Suites, oraz Country Inns & Suites By Carlson w 1987 r.

## Hotele należące do Carlson
- Radisson Hotels & Resorts
- Park Plaza Hotels & Resorts
- Country Inns & Suites By Carlson
- Park Inn
- Carlson Wagonlit Travel